# Aleksander Chodkiewicz (1776–1838)
Aleksander Franciszek Chodkiewicz herbu Gryf z Mieczem (ur. 4 czerwca 1776 lub 20 września 1777 w Czarnobylu, zm. 24 stycznia 1838 w Młynowie) – hrabia w Królestwie Kongresowym w 1820 roku, polski literat, dramatopisarz, chemik, litograf, mecenas kultury, kolekcjoner, pułkownik armii Księstwa Warszawskiego, generał i senator Królestwa Polskiego, deputowany z okręgu sandomierskiego na sejmy 1820 i 1825 roku, wolnomularz.

## Życiorys
Syn Jana Mikołaja Ksawerego Chodkiewicza h. Kościesza (1738–1781), starosty żmudzkiego, i Ludwiki Marii Beydo-Rzewuskiej herbu Krzywda (1744–1816), hetmanówny. Miał braci Wacława i Józefa oraz siostry Rozalię (1768–1794), zamężną Lubomirską, i Elżbietę (zm. 1804), zamężną za Maciejem Radziwiłłem (1749–1800) .
Nauki pobierał najpierw w domu, od 1790 w Warszawie w pensjonacie dla młodzi magnackiej, prowadzonym przez Marcina Nikutę. Brał udział w insurekcji kościuszkowskiej, mianowany przez Kościuszkę majorem gwardii narodowej. Po upadku powstania wystąpił z wojska i osiadł na Wołyniu. Poświęcił się pracy naukowej i literackiej. Jego majątki uległy sekwestrowi .
Uczestniczył w sejmie 1809, należał do stronnictwa Józefa Godlewskiego. Podczas wojny polsko-austriackiej organizował tajną działalność patriotyczną na Wołyniu. Po zajęciu Wilna przez Napoleona został członkiem Komitetu Siły Zbrojnej przy Rządzie Tymczasowym. Mianowany pułkownikiem, wystawił własny pułk (18 pułk piechoty). Następnie został adiutantem gen. Kossakowskiego. W grudniu 1812 wysłany do Warszawy. Przez jedenaście miesięcy w oblężonej twierdzy modlińskiej. Po złożeniu kapitulacji przez Daendelsa nie podpisał jej i dostał się do niewoli rosyjskiej .
20 stycznia 1815 otrzymał stopień pułkownika szefa sztabu dywizji gwardii, 2 grudnia 1818 zwolniony na własną prośbę ze służby jako generał brygady. Mianowany 9 kwietnia 1819 senatorem-kasztelanem. Po wystąpieniu w Senacie 4 października 1819, w którym ostro wystąpił przeciwko polityce księcia Konstantego, został dekretem najwyższym 17 października 1819 pozbawiony godności senatorskiej .
W 1820 i 1825 roku wybierany posłem na sejm z województwa sandomierskiego.
8 lutego 1826 z rozkazu wielkiego księcia Konstantego aresztowany w Młynowie, pod eskortą wysłany do Petersburga i tam osadzony. Z powodu braku poważniejszych zarzutów zwolniony, przez rok miał jeszcze przebywać w Żytomierzu pod nadzorem policji. Po upadku powstania listopadowego do śmierci pozostał w Młynowie. W swoich wsiach (w Młynowie i w Czarnobylu) zakładał szkoły, w których nauczano języka polskiego, rosyjskiego, arytmetyki, nauki moralnej i katechizmu. W 1830 roku ufundował cerkiew w Młynowie, aby uchronić przed likwidacją tamtejszy kościół.
Z pierwszego małżeństwa z Teresą Karoliną Walewską (1778–1846), córką Michała Walewskiego, miał córkę Zofię (1803–1871), zamężną za Wiktorem hr. Ossolińskim (1790–1860), synów Jana Karola (1804–1855) i Mieczysława Michała (1807–1851). Pierwsza żona zdradzała go, miała romans z księciem Aleksandrem Golicynem i po rozwodzie z Chodkiewiczem wyszła za niego. Z drugiego małżeństwa z Franciszką Ksawerą Szczeniowską (1806–1855) miał syna Bolesława (1826–1867) .
Współdziałał w organizacji Gimnazjum Wołyńskiego w Krzemieńcu, przeznaczył na nie 300 rubli srebrnych rocznie i zrobił zapis na katedrę chemii (40 tysięcy złotych). Należał do licznych towarzystw naukowych: Towarzystwa Warszawskiego Przyjaciół Nauk (1804), Komisji Edukacyjnej litewskiej (1807), w 1818 na wniosek Alexandra Scherera został wybrany członkiem korespondentem Akademii Nauk w Petersburgu (1818).

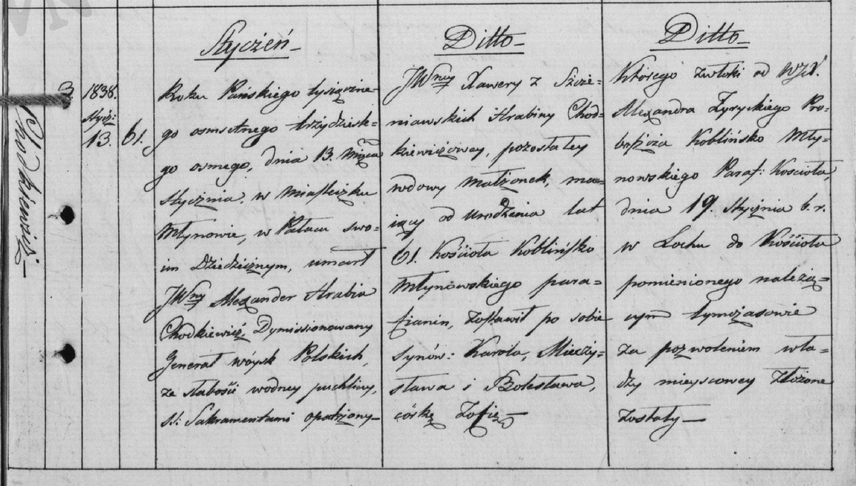
Metryka zgonu Aleksandra Chodkiewicza

Był członkiem honorowym Uniwersytetu Wileńskiego (1819), towarzystw rolniczego (Société d′agriculture) i galwanicznego (Société galvanique de Paris) w Paryżu, towarzystw mineralogicznych w Jenie i Petersburgu, farmaceutycznych w Wilnie i Petersburgu. Należał do lóż masońskich „Świątynia Izis” w Warszawie, „Szkoła Sokratesa” w Wilnie, „Doskonała Tajemnica” w Dubnie i „Cnota Uwieńczona” w Rafałówce .
Wspierał uczonych i artystów, m.in. Antoniego Andrzejowskiego, Jakuba Szymkiewicza, Wiktora Heltmana, Mikołaja Mianowskiego i Józefa Oleszkiewicza.
Chodkiewicz zmarł w Młynowie 24 stycznia 1838 roku. Został pochowany w młynowskim kościele .

## Prace chemiczne i przyrodnicze
W 1811 urządził w swoim pałacu laboratorium chemiczne i był obok Jędrzeja Śniadeckiego pionierem chemii na ziemiach polskich . Opracował siedmiotomowy podręcznik chemii (1816–1820): cztery pierwsze tomy poświęcił chemii nieorganicznej    , tom 5 chemii organicznej , tom 6 chemii organizmów zwierzęcych , tom 7 chemii analitycznej . W swoich pracach wprowadzał własne słownictwo chemiczne, co było przedmiotem polemiki ze Śniadeckim na łamach „Pamiętnika Warszawskiego” .
W 1814 roku wygłosił odczyt w TPN o doświadczeniach w otrzymywaniu jodu z morszczynu . Przetłumaczył z języka francuskiego pracę O geografii owadów. W tomie 6 Chemii pisał o czerwcu polskim (uważał, że czerwiec polski i koszenila zawierają „pierwiastek farbujący” karmazynowego koloru). Zielnik roślin wołyńskich ofiarował w 1813 roku TPN.
W 1816 ogłosił uproszczony sposób otrzymywania potasu z potażu . W 1819 ogłosił rozprawę o chlorze, w której opowiedział się przeciwko traktowaniu chloru jako pierwiastka  (tak jak Berthelot i Gay-Lussac, inaczej niż Śniadecki ). Ulepszył palnik tlenowodorowy i demonstrował przed członkami TPN doświadczenia ze stapianiem platyny, krzemionki, boru. Robił doświadczenia ze stosem Zamboniego.
Napisał też podręcznik nauki warzenia piwa (1811) .
W latach 1806–1810 prowadził na Wołyniu obserwacje meteorologiczne, których rękopis złożył w TPN. W 1837 ukazała się jego Rozprawa o ciężarze światła 

## Litografia

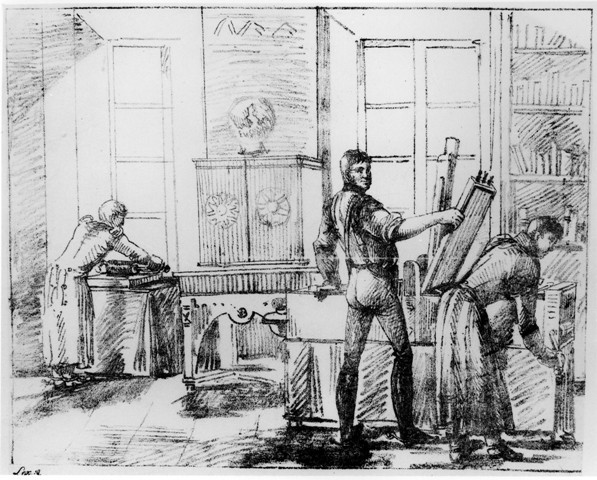
Litografia Miłośnicy litografii w Warszawie według rysunku Józefa Lexa

W 1818 roku razem z Janem Siestrzyńskim wprowadzał na ziemiach polskich litografię. Uruchomił dwie prasy litograficzne w swoim mieszkaniu na Miodowej. Pierwszą litografia (Pierwsza próba litographii w Warszawie), według rysunku Jana Pawła Lelewela, została odbita w prasie Chodkiewicza 16 lutego 1818 roku. W maju 1818 według rysunku Józefa Lexa odbita została litografia przedstawiająca pracownię litograficzną Chodkiewicza. Przedstawieni na niej zostali Jan Paweł Lelewel, Jan Siestrzyński i hrabia Chodkiewicz (środkowa postać). W pracowni chemicznej pracował nad ulepszeniem materiałów do przygotowania litografii (tuszu, kredy, papieru) .
Około 1825 roku przeniósł pracownię do Młynowa. W 1820 wydał Portrety wsławionych Polaków, rysowane na kamieniu przez Walentego Śliwickiego, z opisem ich życia, zbiór litografii znanych Polaków z ich życiorysami własnego opracowania . W warszawskiej litografii Chodkiewicza odbito kilka numerów „Gazety Warszawskiej” i „Miesięcznika Warszawskiego”.

## Twórczość literacka
Chodkiewicz pisał i tłumaczył powieści, poematy i dramaty. Przełożył pięcioaktową tragedię Augusta Kotzebuego Hiszpani w Peru albo śmierć Roili (1797), napisał tragedie: Katon w Utyce (1809) , Teona (1816) , Wirginia (wydrukowane razem z Katonem jako pierwszy tom Dzieł zebranych, 1817) . W rękopisie zachowały się dramaty Seliko albo cnota nagrodzona, Jadwiga – królowa polska, Kartago, powieść Paulina i inne.
Chodkiewicz pozostawił również wspomnienia (Dzieje znakomitszych wypadków życia mojego przeze mnie samego ręką własną spisane, wraz z niektórymi aneksami mogącymi służyć do historii polskiej od 1777 roku do 28 grudnia 1819 roku), opublikowane dopiero w 2010 roku.

## Działalność kolekcjonerska

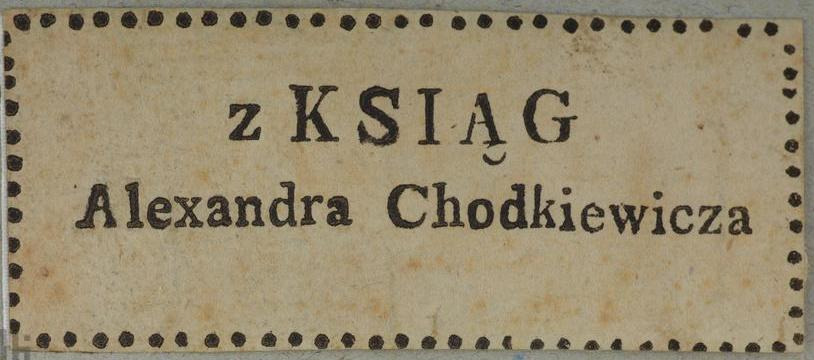
Exlibris Chodkiewicza

Chodkiewicz zbierał książki, obrazy, numizmaty, minerały, rzeźby. Prowadził też archiwum. Zbiory początkowo znajdywały się w Pekałowie, potem w Warszawie w mieszkaniu na Miodowej 484, potem w pałacu w Młynowie.
Bibliotekę zaczął gromadzić w 1801 roku. W 1810 liczyła 10 tysięcy woluminów, w 1812 powiększył ją o zakupiony księgozbiór Nikuty, a w 1816 o odziedziczone książki po matce i odkupioną bibliotekę Józefa Rzewuskiego. W 1826 roku księgozbiór Chodkiewiczów liczyła 25 tysięcy tomów. W 1823 roku biblioteka została zlicytowana i uległa rozproszeniu. Pozostałe książki zinwentaryzowano po śmierci Chodkiewicza: spis liczy około 3600 pozycji. Na niektórych woluminach znajdował się superekslibris z herbem Chodkiewiczów i napisem „Z ksiąg Alexandra Chodkiewicza”. Zbiory biblioteczne, powiększone przez spadkobierców Aleksandra do 30 tysięcy woluminów, częściowo uległy zniszczeniu przez bolszewików w latach 1917–1919, pozostałości zostały przekazane razem z archiwaliami w 1920 i 1936 do Muzeum Narodowego w Krakowie przez Mieczysława Chodkiewicza. Od 1951 roku zbiory, tzw. Archiwum Młynowskie Chodkiewiczów, zawierające dokumenty z lat 1499–1932, znajduje się w Archiwum Narodowym w Krakowie (sygn. AMCh 1–1121), rękopisy znajdują się w Bibliotece Książąt Czartoryskich.

## Wspomnienia o Chodkiewiczu
Franciszek Kowalski pisał o nim, że był to:
„Ze wszech miar (...) zacny, niezrównany człowiek; bez najmniejszej arystokratycznej pychy, poważany i kochany od wszystkich, wesół, mówiący w towarzystwie, a poważny i głęboki w gabinecie i naukowych zatrudnieniach. Ani chwili nie próżnował, a zawsze był zajęty pracą w domu albo w ogrodzie. Pod każdym względem godzien był świetnego imienia, które nosił (...)”
Kazimierz Brodziński poświęcił mu list poetycki Do Alex. Hr. Chodkiewicza:
„Ty! co miłością kraju wiedziony stateczną

Umiałeś nad rzecz piękną przenieść użyteczną,

Co mogąc nie jednemu być wzorem poecie,

Rymy zaniechać... pierwszy dałeś przykład w świecie

(...)”
Charakterystyczny był wygląd fizyczny Chodkiewicza. Kazimierz Władysław Wóycicki opisywał go następująco:
„Kasztelan Aleksander Chodkiewicz był wysokiego wzrostu, szczupły, ale szerokich i podniesionych ramion, spośród których mała wyglądała głowa, z obliczem miłem, zamyślonem, a w spojrzeniu rzewnem. Gdy szedł przez ulicę, był zawsze pochylony nieco i zamyślony.”

## Odwołania w literaturze
Według Jana Stanisława Bystronia „Można by przypuszczać, że młody hrabia w Panu Tadeuszu, również fantasta, artysta, afektowany amant, który własnym kosztem funduje pułk Napoleonowi, jest właśnie na Chodkiewiczu wzorowany”.
Sophie Korwin-Piotrowska wysunęła tezę, że Honoré de Balzac wzorował na Chodkiewiczu bohatera swojej powieści Poszukiwanie absolutu, Baltazara Claësa.

## Prace
- Mowa ... Alexandra ... Chodkiewicza, członka Zgromadzenia Warszawskiego Przyjaciół Nauk, jmieniem tegoż Zgromadzenia przy otwarciu Wołyńskiego Gimnazyum dnia 1 października 1805 roku w Krzemieńcu miana. 1805.
- Nauka robienia piwa. Warszawa: 1811.
- Tablice stosunku dawnych miár i wag francuzkich i koronno-litewsko-polskich z miarami i wagami nowémi a przyiętémi we Francyi. Warszawa: 1811.
- O rękodzielni Prusianu żelaza. „Dziennik Gospodarczo-Rolniczy”. 1, s. 55–73, 1812.
- O robieniu hałunu. „Pamiętnik Warszawski”. 1, s. 135–141, 1815.
- O nowej istocie odkrytej w roślinie zwanej Vareck. „Pamiętnik Warszawski”. 1, s. 62–74, 1815.
- O polewach zdrowiu nieszkodliwych. „Pamiętnik Warszawski”. 1, s. 313–315, 1815.
- Proces robienia kruszcu zwanego Potasium. W: Aleksander Kraushar: Towarzystwo Warszawskie Przyjaciół Nauk 1800–1832: monografia historyczna osnuta na źródłach archiwalnych. Ks. 3, Czasy Królestwa Kongresowego. [T. 1], Czterolecie pierwsze: 1816–1820. Warszawa: Gebethner i Wolff, 1902, s. 359–361.
- Teona: traiedyiá w 3 aktach. Warszawa: 1816.
- Chemiia. T. 1. Warszawa, 1816.
- Chemiia. T. 2. Warszawa: drukiem Józefa Węckiego, 1816.
- Chemiia. T. 3. Warszawa: drukiem Zawadzkiego i Węckiego, 1816.
- Chemiia. T. 4. Warszawa: drukiem Zawadzkiego i Węckiego, 1817.
- Chemiia. T. 5. Warszawa: drukiem Zawadzkiego i Węckiego, 1817.
- Pisma wierszém i prozą Alexandra Chodkiewicza. Warszawa: w Druk. przy Nowolipiu Nro 646, 1817.
- Odpowiedź na niektóre uwagi Jędrzeja Śniadeckiego, umieszczone w Pamiętniku Warszawskim na miesiąc sierpień roku bieżącego. „Pamiętnik Warszawski”. 9, s. 59–77, 1817.
- Chemiia. T. 6. Warszawa: drukiem Zawadzkiego i Węckiego, 1818.
- Postrzeżenia względem topnienia ciał. „Pamiętnik Warszawski”. 10, s. 381–390, 1818.
- O pyroforach. „Pamiętnik Warszawski”. 11, s. 88–93, 1818.
- Rozprawa o gazie kwasu solowego ukwaszonego, czyli chlorynie. Warszawa: 1819.
- O machinie Abrahama Sterna. „Pamiętnik Warszawski”. 14, s. 118–122, 1819.
- Chemiia. T. 7. Warszawa: drukiem Zawadzkiego i Węckiego, 1820.
- Portrety wsławionych Polaków rysowane na kamieniu przez Walent. Sliwickiego, z opisem ich życia przez Alex. Chodkiewicza. Warszawa: w Drukarni przy Nowolipiu, 1820.
- Rozprawa o ciężarze światła. Wilno: J. Zawadzki, 1837.